# 1956-os magyar atlétikai bajnokság
Az 1956-os magyar atlétikai bajnokságon, amely a 61. magyar bajnokság volt, a forradalom miatt elmaradtak a váltó- (október 26–27.) és csapatbajnokságok és a többpróba versenyek. Tábori László, Gyarmati Olga és Neszmélyi Vera elhagyta az országot, és külföldön telepedett le.

## Eredmények

### Férfiak
| Versenyszám                       | Arany                                                             | Arany     | Ezüst                                           | Ezüst                             | Bronz                                                | Bronz                             |
| --------------------------------- | ----------------------------------------------------------------- | --------- | ----------------------------------------------- | --------------------------------- | ---------------------------------------------------- | --------------------------------- |
| 100 m                             | Varasdi Géza Csepeli Vasas                                        | 10,6      | Goldoványi Béla Építők                          | 10,8                              | Jakabfy Sándor Haladás                               | 10,9                              |
| 200 m                             | Goldoványi Béla Bp. Építők                                        | 21,4      | Varasdi Géza Vasas                              | 21,6                              | Adamik Zoltán Honvéd                                 | 21,9                              |
| 400 m                             | Adamik Zoltán Honvéd SE                                           | 48,0      | Szentgáli Lajos Dózsa                           | 48,6                              | Pangert László Dózsa                                 | 48,6                              |
| 800 m                             | Szentgáli Lajos Bp. Dózsa                                         | 1:49,2    | Rózsavölgyi István Bp. Honvéd                   | 1:49,5                            | Somkuti János Kinizsi                                | 1:50,7                            |
| 1500 m                            | Rózsavölgyi István Bp. Honvéd                                     | 3:47,2    | Czeglédi József Haladás                         | 3:48,6                            | Kovács Lajos Dózsa                                   | 3:48,8                            |
| 5000 m                            | Szabó Miklós Bp. Haladás                                          | 14:05,0   | Tábori László Honvéd                            | 14:05,2                           | Varga Gyula Dózsa                                    | 14:39,6                           |
| 10 000 m                          | Iharos Sándor Bp. Honvéd                                          | 28:42,8   | Kovács József Vörös Lobogó                      | 29:25,6                           | Juhász Béla Vasas                                    | 30:59,6                           |
| 110 m gát                         | Retezár Imre Bp. Dózsa                                            | 14,9      | Csenger Attila Vasas                            | 15,3                              | Lippay Antal Törekvés                                | 15,6                              |
| 200 m gát                         | Botár Attila Bp. Dózsa                                            | 24,1      | Retezár Imre Dózsa                              | 24,7                              | Munkácsi István Vörös Lobogó                         | 25,0                              |
| 400 m gát                         | Botár Attila Bp. Dózsa                                            | 53,0      | Lippay Antal Törekvés                           | 53,1                              | Lombos Dezső Vörös Lobogó                            | 56,1                              |
| 3000 m akadály                    | Jeszenszky László Bp. Vörös Lobogó                                | 8:40,8    | Dehény Ferenc Vörös Lobogó                      | 8:57,4                            | Aranyi József Dózsa                                  | 9:03,4                            |
| 20 km gyaloglás július 15.        | Rácz Zoltán Bp. Dózsa                                             | 1:37:27,4 | Palotai László Bp. Dózsa                        | 1:39:14,2                         | Sipos Bp. Honvéd                                     | 1:40:29,0                         |
| 50 km gyaloglás július 14.        | Somogyi János Bp. Vörös Lobogó                                    | 4:35:22   | Róka Antal Bp. Honvéd                           | 4:44:05                           | Mucsi József Postajármű                              | 4:58:14,6                         |
| magasugrás                        | Hagya István Bp. Dózsa                                            | 193 cm    | Hemela György Vasas                             | 186 cm                            | Hemela János Honvéd                                  | 186 cm                            |
| távolugrás                        | Csányi György Bp. Dózsa                                           | 726 cm    | Pusztai László Honvéd                           | 700 cm                            | Jakabfy Sándor Haladás                               | 683 cm                            |
| hármasugrás                       | Bolyki István Bp. Honvéd                                          | 14,93 m   | Palotás Vince Haladás                           | 14,34 m                           | Németh Róbert Kinizsi                                | 14,31 m                           |
| rúdugrás                          | Homonnay Tamás Bp. Vasas                                          | 410 cm    | Miskei János Honvéd                             | 400 cm                            | Szakáll Sándor Haladás                               | 390 cm                            |
| súlylökés                         | Kövesdi Ferenc Bp. Dózsa                                          | 15,78 m   | Mihályfi János Haladás                          | 15,55 m                           | Szécsényi József Honvéd                              | 14,98 m                           |
| diszkoszvetés                     | Szécsényi József Bp. Honvéd                                       | 51,97 m   | Klics Ferenc Vasas                              | 51,70 m                           | Lévai Károly Bp. Honvéd                              | 49,04 m                           |
| gerelyhajítás                     | Krasznai Sándor Bp. Dózsa                                         | 71,74 m   | Kulcsár Gergely Haladás                         | 69,58 m                           | Lukács János Vörös Lobogó                            | 64,54 m                           |
| kalapácsvetés                     | Csermák József Tapolcai Törekvés                                  | 59,95 m   | Zsivótzky Gyula Haladás                         | 58,29 m                           | Kapcsos Lajos Honvéd                                 | 54,72 m                           |
| maraton                           | Dobronyi József Bp. Vasas                                         | 2:35:56   | Rusovszky Gyula Rákospalotai Törekvés           | 2:39:43                           | Pataki Károly Bp. Törekvés                           | 2:41:23                           |
| mezei futás (10 km) május 13.     | Jeszenszky László Bp. Vörös Lobogó                                | 30:42     | Rozsnyói Sándor Bp. Haladás                     | 31:05                             | Kovács József Bp. Vörös Lobogó                       | 31:31                             |
| kis mezei futás (4 km) május 13.  | Tábori László Bp. Honvéd                                          | 11:02,2   | Varga Gyula Bp. Dózsa                           | 11:57,8                           | Kovács Lajos Bp. Dózsa                               | 12:00,0                           |
| 50 km gyaloglás csapat július 14. | Stefanik Pál Szabó Géza Tesch Ferenc Bp. Törekvés SK              | 15        | Több értékelhető csapat nem volt.               | Több értékelhető csapat nem volt. | Több értékelhető csapat nem volt.                    | Több értékelhető csapat nem volt. |
| csapat maraton                    | Zalavári Ferenc Esztergomi Mihály Pataki Károly Bp. Törekvés SK   | 13        | Dobronyi József Godány Bp. Vasas                | 21                                | Rusovszky Gyula Gyergyói János Rákospalotai Törekvés | 26                                |
| csapat mezei futás május 13.      | Jeszenszky László Kovács József Dehény Ferenc Bp. Vörös Lobogó SE | 9         | Rozsnyói Sándor Szabó Miklós Szmida Bp. Haladás | 19                                | Jaklics Szalay Béla Kovács Zoltán Bp. Honvéd         | 23                                |
| csapat kis mezei futás május 13.  | Varga Gyula Kovács Lajos Aranyi József Bp. Dózsa SK               | 14        | Tábori László Beck Mikes Ferenc Bp. Honvéd      | 24                                | Czeglédi Déri Béla Rab József Bp. Haladás            | 42                                |

### Nők
| Versenyszám                  | Arany                                               | Arany   | Ezüst                                           | Ezüst   | Bronz                                       | Bronz   |
| ---------------------------- | --------------------------------------------------- | ------- | ----------------------------------------------- | ------- | ------------------------------------------- | ------- |
| 100 m                        | Neszmélyi Vera Bp. Dózsa                            | 11,8    | Greminger Jánosné Dózsa                         | 12,1    | Dénes Ida Dózsa                             | 12,2    |
| 200 m                        | Neszmélyi Vera Bp. Dózsa                            | 24,9    | Gerhardt Zsuzsa Bástya                          | 25,5    | Bartha Lászlóné Vasas                       | 25,8    |
| 400 m                        | Kazi Aranka Bp. Törekvés                            | 57,6    | Suták Anna Törekvés                             | 58,0    | Végh Erika Törekvés                         | 58,1    |
| 800 m                        | Kazi Aranka Bp. Törekvés                            | 2:10,3  | Végh Erika Bp. Törekvés                         | 2:12,4  | Fürst Helén Vasas                           | 2:13,2  |
| 80 m gát                     | Németh Ida Bp. Dózsa                                | 11,5    | Gyarmati Olga Vasas                             | 11,5    | Somogyi Nándorné Dózsa                      | 11,5    |
| magasugrás                   | Németh Ida Bp. Dózsa                                | 157 cm  | Prógli Mária Vörös Lobogó                       | 152 cm  | Villányi Júlia Dózsa                        | 150     |
| távolugrás                   | Gyarmati Olga Bp. Vasas                             | 567 cm  | Pénzes Margit Vörös Lobogó                      | 566 cm  | Nagy Ilona Törekvés                         | 545 cm  |
| súlylökés                    | Fehér Mária Bp. Törekvés                            | 14,23 m | Bagó Vera Építők                                | 13,35 m | Bognár Judit Vörös Lobogó                   | 13,19   |
| diszkoszvetés                | Bucsányi Ida TF Haladás                             | 43,71 m | Serédi Zsuzsa Vörös Lobogó                      | 42,65 m | Wicián Klára Bp. Honvéd                     | 40,97 m |
| gerelyhajítás                | Vígh Erzsébet Bp. V. Lobogó                         | 51,04 m | Laczó Ilona Vörös Lobogó                        | 43,88 m | Pitrolffy Katalin Bástya                    | 40,01 m |
| mezei futás május 13.        | Rőder Katalin Bp. Vasas                             | 4:39,2  | Fürst Helén Bp. Vasas                           | 4:45,0  | Kazi Aranka Bp. Törekvés                    | 4:47,4  |
| csapat mezei futás május 13. | Rőder Katalin Fürst Helén Révai Elvira Bp. Vasas SK | 16      | Szuper Ilona Mórócz Ilona Oros Ágnes Bp. Honvéd | 22      | Kazi Aranka Bleha Anna Kiss M. Bp. Törekvés | 36      |

### Magyar atlétikai csúcsok
- 1500 m 3:40,6 Vcs. Rózsavölgyi István Tata 8. 3.
- 6 mérföld 27:43,8 Vcs. Iharos Sándor Budapest 7. 15.
- 10 000 m 28:42,8 Vcs. Iharos Sándor Budapest 7. 15.
- 3000 m akadály 8:35,6 Vcs. Rozsnyói Sándor Budapest 9. 16.
- n. 60 m 7,7 ocsb. Dénes Ida Bp. Dózsa Budapest 6. 6.
- 100 m 10,4 ocsb. Kiss László Tatabányai Bányász Budapest 8. 19.
- n. 300 m 40,9 ocs. Mórocz Ilona Bp. Honvéd Budapest 10. 2.
- 400 m 46,9 ocs. Adamik Zoltán Bp. Honvéd Budapest 8. 19.
- 500 m 1:02,8 ocs. Adamik Zoltán Bp. Honvéd Budapest 7. 22.
- n. 800 m 2:08,1 ocs. Kazi Aranka Bp. Törekvés Budapest 9. 29.
- 1500 m 3:40,6 ocs. Rózsavölgyi István Bp. Honvéd Tata 8. 3.
- 3000 m 7:53,4 ocs. Rózsavölgyi István Bp. Honvéd Malmö 9. 4.
- 10 000 m 28:42,8 ocs. Iharos Sándor Bp. Honvéd Budapest 7. 15.
- maraton 2:26:10,0 ocs. Dobronyi József Bp. Vasas Kassa 10. 7.
- n. 80 m gát 11,2 ocsb. Gyarmati Olga Bp. Vasas Stockholm 9. 2.
- n. 80 m gát 11,1 ocs. Gyarmati Olga Bp. Vasas Budapest 9. 16.
- 110 gát 14,7 ocsb. Retezár Imre Bp. Dózsa Budapest 6. 9.
- 110 gát 14,6 ocs. Retezár Imre Bp. Dózsa Budapest 7. 30.
- 110 gát 14,5 ocs. Retezár Imre Bp. Dózsa Budapest 10. 8.
- 400 gát 52,3 ocs. Botár Attila Bp. Dózsa Budapest 8. 20.
- 400 gát 52,2 ocs. Lippay Antal Pécsi Törekvés Budapest 10. 21.
- 3000 m akadály 8:40,8 ocs. Jeszenszky László Bp. V. Lobogó Budapest 7. 16.
- 3000 m akadály 8:35,6 ocs. Rozsnyói Sándor Bp. Haladás Budapest 9. 16.
- 15 km gyaloglás 1:09:42,4 ocs. Rácz Zoltán Bp. Dózsa Budapest 5. 20.
- magasugrás 199 cm ocs. Bodó Árpád Bp. Haladás Budapest 10. 20.
- rúdugrás 435 cm ocsb. dr. Homonnay Tamás Bp. Vasas Stockholm 9. 1.
- n. súlylökés 14,13 m ocs. Fehér Mária Bp. Törekvés Poznan 7. 8.
- n. súlylökés 14,23 m ocs. Fehér Mária Bp. Törekvés Budapest 7. 15.
- n. súlylökés 14,35 m ocs. Fehér Mária Bp. Törekvés Budapest 9. 16.
- n. gerelyhajítás 52,01 m ocs. Vigh Erzsébet Bp. V. Lobogó Budapest 6. 3.
- n. gerelyhajítás 52,69 m ocs. Vigh Erzsébet Bp. V. Lobogó Budapest 9. 29.
- 4 × 100 m 40,5 ocsb. Magyar férfi válogatott (Kiss László, Varasdi Géza, Csányi György, Goldoványi Béla) Budapest 10. 20.
- n. 4 × 100 m 46,7 ocs. Magyar női válogatott (Gyarmati Olga, Orbán Irén, Dénes Ida, Neszmélyi Vera) Budapest 9. 16.
- 4 × 400 m 3:09,8 ocs. Magyar férfi válogatott (Kovács István, Pangert László, Szentgáli Lajos, Adamik Zoltán) Budapest 9. 6.
- n. 3 × 800 m 6:32,2 ocs. Magyar női válogatott (Mórocz Ilona, Sasvári Gizella, Kazi Aranka) Budapest 9. 30.